# Всероссийский научно-исследовательский институт защиты растений
Федеральное государственное бюджетное научное учреждение «Всеросси́йский нау́чно-иссле́довательский институ́т защи́ты расте́ний» (ФГБНУ ВИЗР) — научно-исследовательский институт в Санкт-Петербурге. Институт находится в пригороде Санкт-Петербурга, в г. Пушкин. ВРИО директора института (с 2018) Филипп Борисович Ганнибал.

## История
Отдел прикладной энтомологии (с 1990 г. — лаборатория энтомологии и иммунитета растений к вредителям) начал свою историю с созданного в 1894 г. под руководством И. А. Порчинского Бюро по энтомологии Учёного Комитета Министерства Земледелия и Государственных Имуществ (с 1905 г. — Учёный Комитет Главного Управления Землеустройства и Земледелия, с 1917 г. — Сельскохозяйственный учёный комитет, с 1922 г. — Государственный институт опытной агрономии).
На базе Бюро по микологии и фитопатологии Учёного Комитета Главного Управления Землеустройства и Земледелия, функционировавшего с 1907 г. под руководством проф. А. А. Ячевского (с 1922 г. — в составе Государственного института опытной агрономии), создана лаборатория микологии и фитопатологии ВИЗР.
В 1922 году при Наркомземе РСФСР сформирована Центральная научно-исследовательская лаборатория отравляющих веществ (НИЛОВ) под руководством видного научного деятеля в области химического метода защиты растений Г. Д. Угрюмова, которая также была включена в состав ВИЗР в 1929 году.
Институт носил следующие названия:
- 1929 — Институт борьбы с вредителями и болезнями растений[3]
- 1930 — Всесоюзный научно-исследовательский институт защиты растений,
- 1979 — Всесоюзный ордена Трудового Красного Знамени научно-исследовательский институт защиты растений,
- 1992 — Всероссийский научно-исследовательский институт защиты растений РАСХН.
- 2009 — Государственное научное учреждение «Всероссийский научно-исследовательский институт защиты растений» Российской академии сельскохозяйственных наук. (недоступная ссылка) Сокращённое наименование института (2013) — ГНУ ВИЗР Россельхозакадемии.
- 2014 — С 2014 года после слияния Россельхозакадемии и Академии наук и переподчинения Федеральному агентству научных организаций (ФАНО) принято название — Федеральное государственное бюджетное научное учреждение «Всероссийский научно-исследовательский институт защиты растений» (сокращённое название ФГБНУ ВИЗР).

Международное название института:
- 1992 — All-Russian Institute of Plant Protection

В 1929 г. за институтом были закреплены помещения, в которых размещалась ранее лаборатория микологии и фитопатологии им. А. А. Ячевского (Ленинград, бульвар Профсоюзов, 7), и НИЛОВ (Москва, Варварка, Елецкий пер., 7). ВИЗР был передан Елагин дворец, в помещениях которого до 1941 года находился ряд научных подразделений. С 1946 г. до 1974 г. институт размещался на ул. Герцена, 42 в доме на Исаакиевской площади, 4 (Большая Морская улица, 42, набережная Мойки, 87), бывшее Министерство государственных имуществ, арх. Н. Е. Ефимов (1844—1850 гг.). В апреле 1974 г. ВИЗР переехал в комплекс зданий в г. Пушкин, шоссе Подбельского, дом 3.

### Директора
Президиум ВАСХНИЛ на заседании 20 ноября 1929 г. (протокол № 14) утвердил руководящий орган института — его президиум в составе Н. В. Ковалёва, А. А. Ячевского, И. Н. Филипьева и А. П. Адрианова (НКЗ РСФСР), в последующем в него был введён А. В. Знаменский, который с 1 января 1932 г. по 1937 г. исполнял обязанности заместителя директора института по научной части.
Первым директором ВИЗР был назначен Николай Васильевич Ковалёв (1929—1931 гг.).
В июле 1931 года его сменил Михаил Михайлович Бек, проработавший в этой должности до 1 марта 1933 г.
С марта 1933 г. до 1 августа 1934 г. директором института работал Александр Николаевич Волков.
В последующие годы директорами ВИЗР были: Иван Александрович Зеленухин (1934—1937 гг.), Михаил Петрович Елсуков (1938—1941 гг.), академик ВАСХНИЛ Иван Михайлович Поляков (1941—1971 гг.), академик РАСХН Капитон Васильевич Новожилов (1971—1998 гг.); в октябре 1998 г. директором института назначен академик РАН Владимир Алексеевич Павлюшин: в январе 2018 г. врио директора назначен Филипп Борисович Ганнибал (директор с 2019 г..).

## Структура
Первоначальная структура ВИЗР была утверждена из 5 отделов:
- административно-хозяйственная часть и издательство;
- экономики и применения со службой учёта вредных организмов;
- фитопатологии;
- энтомологии и прикладной зоологии;
- средств и орудий борьбы с вредителями, преобразованный в сектор химического метода.

В 1930 г. вместо отдела учёта (прогнозов) был создан Сектор службы учёта и прогноза вредителей и лаборатория зоологии, руководителем которой был Б. Ю. Фалькенштейн. В лаборатории И. П. Ершовой, Н. Ю. Ченцовой, В. А. Быковским были начаты первые исследования по экологии мышевидных грызунов. Сектор службы учёта ВИЗР, являясь центральным руководящим органом и методическим центром, оказывал непосредственное влияние на работу 208 специализированных наблюдательных пунктов, действовавших в то время в стране. В 1935 г. Сектор службы учёта был переименован в Сектор учёта и районирования в связи с поставленной перед институтом задачей энтомо-фитопатологического районирования территории СССР по комплексу видов важнейших вредителей и болезней.
Состав ведущего научного персонала ВИЗР 1930-х гг. отличался наличием крупнейших учёных по всем основным направлениям фитосанитарной науки и одарённых молодых сотрудников.
Фитопатологию и микологию представляли выдающиеся деятели в этой области члены-корреспонденты Академии наук СССР А. А. Ячевский, Н. А. Наумов, проф. К. М. Степанов, Л. Ф. Русаков, М. С. Дунин, С. М. Тупеневич, Т. И. Федотова, М. К. Хохряков и др.
Энтомологические направления исследований развивались с участием академика Е. Н. Павловского, членов-корреспондентов АН СССР В. П. Поспелова, Г. Я. Бей-Биенко, профессоров А. В. Знаменского, И. В. Васильева, С. А. Предтеченского, Н. Я. Кузнецова, В. Н. Щёголева, А. А. Любищева, А. А. Штакельберга, Н. Ф. Мейера, Н. Н. Архангельского, Л. С. Зимина и др.
Разноплановые исследования в области энтомо — и фитотоксикологии начали проводиться большой группой учёных во главе с ярким организатором науки Г. Д. Угрюмовым (Б. А. Додонов, А. М. Ильинский, А. Д. Крайтер, Б. Г. Немирицкий, П. В. Сазонов, И. М. Поляков, П. Н. Давыдов, К. Я. Калашников, Д. М. Пайкин и др.). С 1936 г. руководство лабораторией фитотоксикологии осуществлял И. М. Поляков.
В 1933 году в ВИЗР переводится из Киева часть сотрудников из филиала института по механизации защиты растений. Технологическое направление работы по созданию новых машин для защиты растений развивалось коллективом учёных под руководством И. П. Яценко.
Приступили к активной работе коллективы вновь созданных станций и опорных пунктов института во многих регионах. В начале 1940-х годов в различных зонах страны в системе ВИЗР имелось 16 филиалов и 450 опорных пунктов, в которых проводился интенсивный сбор и анализ информации о вредителях и патогенах полевых культур.

## В годы Великой Отечественной войны
В период Великой Отечественной войны основная часть коллектива института была эвакуирована в тыл, в восточные регионы страны (руководил этой работой академик ВАСХНИЛ И. М. Поляков), а небольшая группа учёных под руководством С. М. Тупеневича (М. Е. Владимирская, П. В. Сабурова и др.) оставалась в Ленинграде, проводила экспериментальную работу по защите овощных культур и сохраняла научные и материальные ценности института — библиотеку, оборудование и т. п.
В июне 1941 г. издан приказ о мобилизации сотрудников для обеспечения защиты растений в Ленинграде. Несмотря на тяжелейшие условия блокады, оставшиеся в городе сотрудники института оказывали посильную помощь производителям сельскохозяйственной продукции. Огороды появились даже на Исаакиевской площади, и сотрудники помогали выращивать капусту, а в хозяйствах Приморского и Октябрьского районов проводили мероприятия по борьбе с вредителями и болезнями овощных культур и картофеля. В осаждённом Ленинграде здание института на Исаакиевской площади было освобождено под военный госпиталь, часть оборудования, библиотека и всемирно известный гербарий проф. А. А. Ячевского были размещены в здании Всесоюзного института растениеводства. В подвале Елагиного дворца хранилось большое количество пестицидов, которые в дальнейшем использовали в подсобных хозяйствах.
C 10 января 1942 г. началась эвакуация института в Котлас (Архангельская область), затем в Зыряновск (Восточный Казахстан), Однако некоторые лаборатории до 1943 г. ещё находились в пос. Губино Котласского района. В Зыряновске институт пробыл около года, затем переехал в Павловск (Алтайский край), куда прибыли и сотрудники, которые до этого времени оставались в Котласе. Часть сотрудников института, занимавшихся разработкой биологического метода борьбы с вредителями растений, была эвакуирована в Среднюю Азию. Сотрудники ВИЗР и Джамбульского опорного пункта организовали ряд колхозных биолабораторий.
В течение всей войны в институте функционировала аспирантура. В 1943—1944 гг. в ней (по архивным данным) обучались более 10 человек. Так, Т. М. Мокеева занималась моделированием и прогнозированием динамики численности грызунов. Работали В. И. Потлайчук (впоследствии доктор наук и известный учёный по болезням плодовых культур), О. П. Камышко (крупный специалист по почвенным патогенам). В годы войны в аспирантуре учились И. Д. Шапиро и В. А. Шапиро, ставшие после войны известными специалистами в области иммунитета растений к вредителям и биологической защиты растений.
Среди учёных, ушедших из института на фронты Великой Отечественной войны, — Илья Яковлевич Поляков (1912—1992), Евгений Маркович Шумаков (1910—1997), Михаил Кузьмич Хохряков (1905—1990), Геннадий Владимирович Гусев (1922—1986), Александр Викторович Ликвентов (аспирант ВИЗР с 1938 по 1941 г.), Аркадий Евграфович Чумаков (аспирант ВИЗР с 1939 по 1941 г.).

## Современная структура
На 1 января 2018 года в структуру ВИЗР входит: 23 лаборатории, в том числе 14 региональных, 2 центра и 2 филиала: 
- Лаборатория фитосанитарной диагностики и прогнозов (см. также сайт лаборатории ) — Руководитель — И.Я. Гричанов, доктор биологических наук (с 1946 г. до 1988 г. — лаборатория прогнозов размножения массовых вредителей; с 1946 г. до 1990 г. — под руководством профессора И.Я. Полякова)
- Лаборатория микологии и фитопатологии — Руководитель — Ф. Б. Ганнибал, кандидат биологических наук
- Лаборатория энтомологии и иммунитета растений к вредителям — Руководитель — А. Н. Фролов, доктор биологических наук, профессор.
- Лаборатория иммунитета растений к болезням — Руководитель — О.С. Афанасенко, доктор биологических наук, профессор, академик РАН
- Лаборатория биологического метода защиты растений — Руководитель — Н.А. Белякова, кандидат биологических наук
- Лаборатория микробиологической защиты растений — Руководитель — В.А. Павлюшин, доктор биологических наук, профессор, академик РАН, Заслуженный деятель науки РФ
- Лаборатория интегрированной защиты растений — Руководитель — А.К. Лысов, кандидат технических наук, Лауреат Госпремии Правительства РФ
- Лаборатория фитотоксикологии — Руководитель — А. О. Берестецкий, кандидат биологических наук.
- Лаборатория агроэкотоксикологии — Руководитель — С. А. Волгарев, кандидат биологических наук.
- Центр биологической регламентации использования пестицидов — Руководитель — В. И. Долженко, доктор сельскохозяйственных наук, профессор, академик РАСХН
- Центр государственных испытаний машинных технологий для защиты растений — Руководитель — А.К. Лысов, кандидат технических наук, Лауреат Госпремии Правительства РФ
- Аспирантура — Заведующая — В.Н. Гаврилова
- Библиотека — Заведующая В.Ф. Орлова

### Географическая сеть ВИЗР
- Славянская опытная станция защиты растений — Краснодарский край — руководитель В. М. Калинкин, кандидат биологических наук
- Тосненская опытная станция защиты растений — Ленинградская область — руководитель Н. Е. Агансонова, кандидат биологических наук
- Ивановская научно-исследовательская лаборатория — Ивановская область — руководитель С. Г. Привезенцева
- Нижегородская научно-исследовательская лаборатория — г. Нижний Новгород — руководитель В. И. Горденко, кандидат биологических наук
- Ростовская научно-исследовательская лаборатория — Ростовская область, Сальский район — руководитель В. А. Хилевский
- Саратовская научно-исследовательская лаборатория — Саратовская область, г. Энгельс — руководитель А. И. Силаев, доктор сельскохозяйственных наук
- Алтайская токсикологическая лаборатория — г. Барнаул — руководитель Г. Я. Стецов, доктор сельскохозяйственных наук
- Краснодарская токсикологическая лаборатория — г. Краснодар — руководитель А. П. Савва, кандидат биологических наук
- Мичуринская токсикологическая лаборатория — г. Мичуринск — руководитель О. Ю. Новичков
- Московская токсикологическая лаборатория — Московская область, г. Мытищи — руководитель Л. И. Волгина
- Омская токсикологическая лаборатория — г. Омск — руководитель Е. Ф. Коренюк
- Ставропольская токсикологическая лаборатория — г. Кисловодск — руководитель Л. И. Никулина, кандидат сельскохозяйственных наук
- Уральская токсикологическая лаборатория — г. Екатеринбург — руководитель А. Э. Снегирёв, кандидат сельскохозяйственных наук

## Подготовка научных кадров
При институте имеются аспирантура и докторантура, работает диссертационный совет по защите докторских и кандидатских диссертаций по специальностям:
- 03.02.05 — энтомология
- 03.02.12 — микология
- 06.01.07 — защита растений

## Периодические и продолжающиеся издания ВИЗР
- Труды по прикладной энтомологии (1894—1930; гриф ВИЗР в 1930 году)[8]
- Известия отдела прикладной энтомологии (1921—1930; гриф ВИЗР в 1930 г.)
- Защита растений от вредителей (1924—1932; гриф ВИЗР с 1931 г.; в 1932 г. — Защита растений)
- Материалы по службе учёта вредителей и болезней с.-х. растений (1929—1930)
- Труды по защите растений (1930—1936)
- Бюллетень VII Всесоюзного съезда по защите растений…, созванного по поручению Всесоюзной Академии с.-х. наук им. В. И. Ленина Всесоюзным институтом защиты растений (1932)
- Сборник ВИЗРа (1932—1934)
- Главнейшие вредители и болезни с.-х. культур в СССР (1933—1936; в 1957—1980 — Обзоры распространения вредных организмов в СССР и РСФСР)
- Защита растений. Сборник (1935—1939)
- Информационный бюллетень советской и иностранной литературы по защите растений, поступившей в библиотеку ВИЗР (1936—1949, 1967)
- Итоги научно-исследовательских работ ВИЗРа (1934—1939)
- Листовки по нематодам (1938)
- Труды Всесоюзного института защиты растений (1948—2000; в 1948 — Сборник трудов ВИЗР; в 1963 — Труды; с 1980-го — Сборник научных трудов ВИЗР)
- Бюллетень ВИЗР (1956—1998; в 1956 — Бюллетень научно-технической информации по защите растений)
- Вестник защиты растений (1939—1941, 1999—) (ISSN 17271320)
- Приложение к журналу «Вестник защиты растений» (2004—2019) (ISSN 18153682)
- Plant Protection News (2005) (ISSN 18168213)[9]